# 內褲痕
內褲痕是指有人穿上合身的褲子時，裡面穿的內褲或緊身褲所顯現出的輪廓或痕跡。有些女性不喜歡讓人看到內褲痕，所以有人會設計特殊的內褲，這樣可以避免讓別人看到自己的內褲痕。